# 徳川家茂
徳川 家茂（とくがわ いえもち）は、江戸幕府第14代将軍（在任：1858年 - 1866年）。初めは第12代将軍・徳川家慶の偏諱を受け、慶福（よしとみ）と名乗っていた。
実父・徳川斉順は家慶の異母弟で、家茂は第13代将軍・家定の従弟にあたる。将軍就任の前は御三家和歌山藩第13代藩主であった。
徳川斉順（清水徳川家および紀伊徳川家の当主）の嫡男であるが、父は家茂が生まれる前に薨去している。祖父は第11代将軍徳川家斉、祖母は妙操院。御台所は孝明天皇の皇妹・親子内親王（静寛院宮）。第13代将軍・徳川家定の後継者問題が持ち上がった際、家定の従弟にあたる慶福は徳川家一門の中で将軍家に最も近い血筋であることを根拠に、大老で譜代筆頭の彦根藩主井伊直弼ら南紀派の支持を受けて13歳で第14代将軍となった。

## 生涯
弘化3年（1846年）閏5月24日、16日前に死去した徳川斉順の次男として、江戸の和歌山藩邸（現：東京都港区）で誕生した。生母は家臣松平晋の娘操子。なお、兄にあたる幻成院英晃常暉大童子は文政12年（1830年）に死産している（南紀徳川史第二冊）。幼名は菊千代（きくちよ）。嘉永2年（1849年）に叔父で第12代藩主である徳川斉彊が死去したため、その養子として家督を4歳で継いだ。嘉永4年（1851年）に元服し、当時の将軍（第12代将軍）・徳川家慶から1字を賜い慶福（よしとみ）と名乗り、同時に常陸介に任官、従三位に叙位された。
幼少故に当初は隠居の元藩主徳川治宝が補佐したが、治宝と家老の山中俊信の死去後は徳川家慶の側室を妹に持つ付家老・水野忠央のいわゆる江戸派が実権を握り、伊達千広（伊達宗広）（陸奥宗光の父）をはじめとする治宝側近の藩政改革派が弾圧された。
和歌山藩主としての治世は9年2か月であり、この間の江戸に居続けたまま将軍となったため、江戸参府も和歌山帰国もなかった。
安政5年（1858年）、将軍継嗣問題で慶福を推す派閥「南紀派」が「一橋派」との政治抗争の末に勝利し、直後に第13代将軍・徳川家定も死去したために慶福が第14代将軍となった。慶福改め家茂はこの時13歳という若年であったが、第13代将軍・徳川家定の従兄弟に当たり、前将軍の最近親ということから、血縁を徳川家康まで遡らなくてはならない一橋慶喜を抑えて将軍に就任した。しかし、文久2年（1862年）までは田安慶頼が、その後は慶喜が「将軍後見職」に就いていたため、その権力は抑制されていた。また、この将軍宣下の際、それまでは新将軍が上座で天皇勅使が下座であったが、尊王の世情を反映して逆に改められた。
文久2年（1862年）に和宮（親子）と結婚した。和宮は熾仁親王と婚約していたが、幕府の公武合体構想からの要請により熾仁親王との婚約を破棄し、和宮は家茂に降嫁した。文久3年（1863年）、老中水野忠精・板倉勝静、若年寄田沼意尊・稲葉正巳らが供奉し、3千人を率いて将軍としては229年振りとなる上洛を行った。3月7日に参内し、義兄に当たる孝明天皇に攘夷を約束した。また、この際に天皇に対して政務委任の勅命への謝辞を述べたが、これは18世紀末から要人や学者の間では言われてきたものの概念的な考えに過ぎなかった大政委任が、朝幕関係の中で初めて公認化・制度化されたものであった。天皇や一橋慶喜らと共に賀茂神社に参拝しているが、天皇が公式に御所を出たのは237年ぶりであった。その後、天皇と共に石清水八幡宮へ参詣する予定であったが、これを病と称して欠席する。源氏所縁の神前で、天皇から直に攘夷の命を下されるのを避けたともされている。将軍名代として石清水八幡へ供奉した一橋慶喜も、天皇がいる神前に呼び出されたが、急な体調不良としてその場を脱している。このことにより尊皇派諸士は家茂に反発し、将軍殺害予告の落首が掲げられた。江戸に陸路で帰還した慶喜の一行は、道中にて襲われている。朝廷は家茂の江戸帰還をなかなか許可しなかったため、老中格の小笠原長行が軍艦と軍勢1400を率いて大坂に向かい、朝廷および攘夷派を威圧している。滞在3か月、家茂は道中の安全を考慮し、大坂から海路、蒸気船を使い江戸に帰った。
文久4年（1864年）には軍艦「翔鶴丸」で海路から二度目の上洛を果たした。将軍が海路上洛したのは、これが初めてである。京都では前年の八月十八日の政変で三条実美ら尊王攘夷派が朝廷から失脚しており、家茂は朝廷より歓迎されて従一位右大臣に昇進した。また家茂は薩摩の島津久光に初めて拝謁を許し、参与会議の諸侯に二条城の御用部屋利用を認めた。
慶応元年（1865年）、三度目の上洛中に、兵庫開港を決定した老中・阿部正外及び松前崇広が朝廷によって処罰された。これにより将軍を辞職、後継に一橋慶喜を推し、自らは東帰する姿勢を見せた。今回は長州処分のための上洛と宣言しており成果を挙げずに帰るという矛盾した動きの背景には大政委任を確認した天皇の沙汰書（元治国是）はあるにもかかわらず、実際は天皇、幕府、諸藩（薩摩を含む）のパワーバランスで幕府側へ制約がある点への不満。そして朝廷内部で発言力を有する一橋慶喜への不信につきた。後継指名は皮肉混じりの嫌がらせにちかい。その上で帰り道に二条城を選べば将軍の畿内滞在を誰より渇望している慶喜が裾を掴んで離さないという見込みがあり、それを見透かしている朝廷、諸藩からは失望をされた。しかし実際に帰られても困るという点もあり天皇は大いに驚き慌てて辞意を取り下げさせ、その後の幕府人事への干渉をしないと約束したという。阿部の辞職後には小笠原、板倉が幕政に参画しており、一橋と朝廷側からすれば窓口が開かれることになっている。
慶応2年（1866年）、第2次長州征伐の途上、家茂は大坂城で病に倒れた。この知らせを聞いた天皇は、典薬寮の医師である高階経由と福井登の2人を大坂へ派遣し、その治療に当たらせた。江戸城からは、天璋院や和宮の侍医として留守を守っていた大膳亮弘玄院、多紀養春院（多紀安琢）、遠田澄庵、高島祐庵、浅田宗伯らが大坂へ急派された。しかしその甲斐なく、同年7月20日に薨去した。享年21（満20歳没）。遺体はイギリスから8月に購入した長鯨丸にて江戸に運ばれた。9月2日に大坂を出航し、6日に江戸に到着している。
家茂は死に際して徳川宗家の後継者・次期将軍として田安亀之助（慶頼の子、後の宗家第16代当主徳川家達）の指名を遺言としたが、亀之助が当時わずか4歳であり国事多難の折りの舵取りが問題という理由で和宮や雄藩大名らが反対した結果として実現されず、徳川慶喜が第15代将軍となった。

## 年表
| 和暦              | 西暦   | 月日 （旧暦） | 内容                                                                                       |
| ----------------- | ------ | ------------- | ------------------------------------------------------------------------------------------ |
| 弘化3年           | 1846年 | 閏5月24日     | 徳川斉順の次男として江戸の和歌山藩邸（現：東京都港区）で生まれる。                         |
| 弘化4年           | 1847年 | 4月22日       | 和歌山藩主徳川斉彊の養子となる。                                                           |
| 嘉永2年           | 1849年 | 閏4月2日      | 和歌山藩主となる。                                                                         |
| 嘉永4年           | 1851年 | 10月9日       | 元服。慶福と名乗り、常陸介に任官。同日従三位に叙位。左近衛権中将に転任。                   |
| 嘉永6年           | 1853年 | 10月23日      | 徳川家定、第13代将軍に就任。                                                               |
| 安政2年           | 1856年 | 12月15日      | 参議に補任。                                                                               |
| 安政5年           | 1858年 | 6月20日       | 将軍家定の世子となる。                                                                     |
| 安政5年           | 1858年 | 10月24日      | 正二位権大納言に昇叙転任。                                                                 |
| 安政5年           | 1858年 | 10月25日      | 第14代将軍に就任。名を家茂と改めた。内大臣に転任し、右近衛大将を兼任。併せて源氏長者宣下。 |
| 万延元年          | 1860年 | 3月3日        | 桜田門外の変。大老井伊直弼、暗殺される。                                                   |
| 文久2年           | 1862年 | 2月11日       | 仁孝天皇皇女で孝明天皇の皇妹和宮と結婚。                                                   |
| 文久3年           | 1863年 | 3月4日        | 朝廷の攘夷実施の求めに応じて、第3代将軍・徳川家光以来となる上洛。                          |
| 文久4年/ 元治元年 | 1864年 | 1月15日       | 2度目の上洛。21日、従一位に昇叙し、右大臣に転任。右近衛大将如元。                          |
| 文久4年/ 元治元年 | 1864年 | 8月2日        | 第1次長州征伐。                                                                            |
| 慶応元年          | 1865年 | 閏5月22日     | 第2次長州征伐のため3度目の上洛。以後、死まで大坂城に滞在。                                 |
| 慶応元年          | 1865年 | 10月1日       | 朝廷に将軍職の辞表を提出、江戸東帰を発表（7日、正式に撤回）。                              |
| 慶応2年           | 1866年 | 6月7日        | 長幕開戦。                                                                                 |
| 慶応2年           | 1866年 | 7月20日       | 大坂城で脚気衝心のため薨去。享年21（満20歳没）。遺骸は軍艦で江戸に送られた。               |
| 慶応3年           | 1867年 | 7月12日       | 贈正一位太政大臣。                                                                         |

### 徳川家茂　贈太政大臣正一位　宣命
訓読文
天皇（すめら）が詔旨（おほみこと）らまと、故（もと）の征夷大将軍（えみしうつおほいいくさきみ）従一位（ひろいひとつのくらゐ）右大臣（みぎりのおほいまうちきみ）源家茂朝臣に詔（のら）へと勅命（のりたまふおほみこと）を聞食（きこしめさへ）と宣（のりたま）ふ、
幕府（おほみつかさ）の重職（おもきつかさ）を荷（になひ）てより、纔（わづか）に九年（ここのとせ）の歳月（としつき）を経過（へすごし）ぬるに、朝廷（おほみかど）を尊崇（たふとみあがむる）の志深（こころざしふか）かりき、
故（かれ）ゆ国家（くにいへ）多端（ことしげ）の中道（なかみち）にしも、祭祀（みまつり）を古（いにしへ）に復（かへ）し、山稜（みささぎ）の荒廃（あれすたれ）たるをも修繕（をさめつくろひ）しは、至忠（まめこころ）に至誠（まこと）の心を以（も）て、奉仕（つかへまつ）り奉助（あななひまつ）りし功績（いさをし）の所致（いたすところ）となも所念行（おもほしめ）す、
然（さる）に不慮（ゆくりなく）も疾病（やまひ）相侵（あひをかし）て早く此昭々（このあきら）の国を去りぬ、
夫（そ）れ生前（あれしさき）に功（いさをし）あれば名誉（なのほまれ）没（みまか）る後（のち）に顕（あらは）るは、古典（いにしへふみ）にも著（いちじる）しく所存（のこれる）なり、
故是（かれここ）を以（も）て、太政大臣（おほいまつりことのおほいまうちきみ）正一位（おほいひとつのくらゐ）の官位（つかさくらゐ）に上賜（あげたま）ひ贈賜（おくりたま）ふ天皇（すめら）が勅命（おほみこと）を聞食（きこしめさへ）と宣（のりたま）ふ、
慶応三年（みとせ）七月十二日（ふみつきとをあまりふつか）

## 人物・逸話
- 遺骨から、面長で極めて鼻が高く、歯は反り歯であったことが分かっている。肖像画の顔はそうした特徴をよく表している。
- 羊羹・氷砂糖・金平糖・カステラ・懐中もなか・三色菓子など甘いものを好んだ。
- 幼少の頃は風流を好み、池の魚や籠の鳥を可愛がるのを楽しみとしていたが、13歳で将軍として元服してからは、文武両道を修めるように努めた。自身のささやかな楽しみすら捨て、良い将軍であろうと心がけていた姿は、幕臣たちを没後も感激させたという[6]。
- 文久元年3月24日の日付けで、アメリカ合衆国大統領リンカーン宛の将軍・家茂の直書が送られ、その後リンカーンから家茂宛てに返信がなされた。

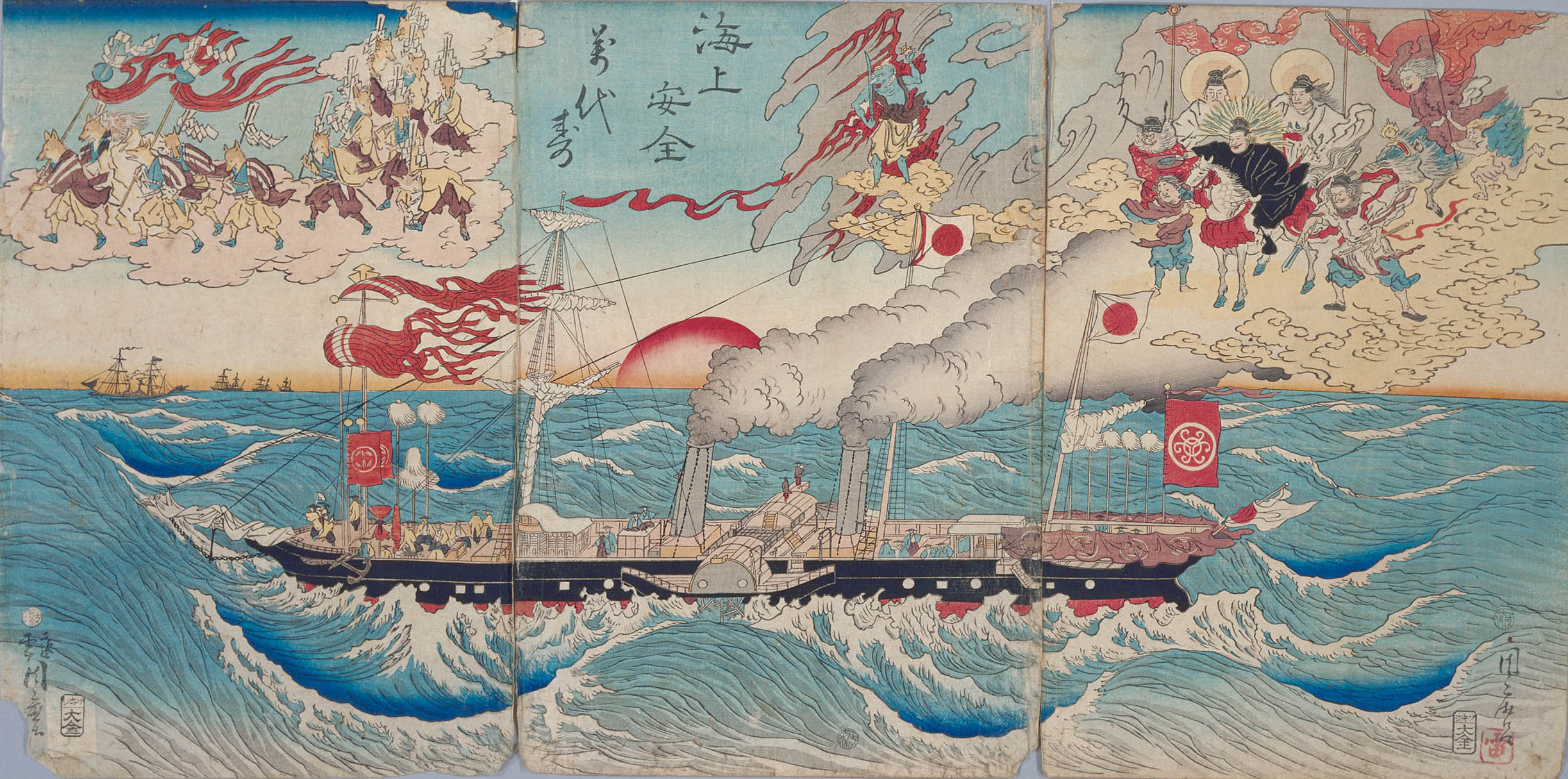
順動丸を描いた錦絵『海上安全万代寿』 河鍋暁斎画（早稲田大学図書館所蔵）

- 文久3年（1863年）4月、家茂は朝廷に命じられた攘夷実行への準備として、幕府の軍艦「順動丸」に乗って大坂視察を行っており、艦を指揮していた勝海舟から軍艦の機能の説明を受け、非常に優れた理解力を示した。その折に勝から軍艦を動かせる人材の育成を直訴されると、即座に神戸海軍操練所の設置を命令した。さらに同年12月に上洛の際、勝の進言を容れて順動丸を使うことを決断した。その理由として、前回の上洛において往路だった陸行では22日を要したのに対し、帰路順動丸を使った際にはわずか3日で江戸に帰れた事実がある。そのことが勝への信頼感につながったとする説がある。さらに航海の途中で海が荒れて船に酔う者が続出したため、側近から陸行への変更を奨められたが、「海上のことは軍艦奉行に任せよ」と厳命し、勝への変わらぬ信頼を表した。これらの信任に勝は感激し、家茂に対する生涯の忠誠を心中深く誓ったという。後に勝は、「若さゆえに時代に翻弄されたが、もう少し長く生きていれば、英邁な君主として名を残したかもしれぬ。武勇にも優れていた人物であった」と賞賛し、訃報に接した際は悲嘆のあまり、日記に「徳川家、今日滅ぶ」と記したほどであった。晩年は家茂の名を聞いただけで、激動の時代に重責を背負わされた家茂の生涯に「お気の毒の人なりし」と言って目に涙を浮かべたという。
- 和宮とは政略結婚ではあったが、2人の関係は良好であったという。家茂は和宮以外の女性を傍に置こうとしなかったため、側室は1人もいなかった。家茂は和宮を心から愛していたこともあって、少しでも時間ができれば和宮と雑談を交わし、かんざしや金魚などを贈った。和宮も家茂が好きな茶菓子をよく差し入れたりと細やかな気配りを欠かさなかった。その夫婦関係の良さは、和宮の側近が仲睦まじい2人のことを日記に記していたほどであった。
- 書の達人として知られていた幕臣・戸川安清は70歳を過ぎた老人ながら、推されて家茂の習字の指南を務めていた。ある時、教えていた最中に、突然家茂が安清の頭の上から墨を摺るための水をかけ、手を打って笑い、「あとは明日にしよう」と言ってその場を出て行ってしまった。同席していた側近たちがいつもの家茂らしくない事をすると嘆いていると、当の安清が泣いていた。将軍の振る舞いを情けなく思ってのことかと尋ねると、実は老齢のため、ふとした弾みで失禁してしまっていた事を告げた。その頃の慣例として、将軍に教えている真っ最中に粗相をしたとなると厳罰は免れないので、それを察した家茂はわざと水をかけて隠し、「明日も出仕するように」と発言することで不問に処することを表明したのである。泣いたのは、その細やかな配慮に感激してのことだと答えたという（安清の親戚である戸川残花が『幕末小史』の中に記している）[8]。
- 『増上寺徳川将軍墓とその遺品・遺体』によると、四肢骨からの推算で身長は156.6cm、血液型はA型であった。
- 欧州における絹の産地として知られたフランスやイタリアでは、1850年代にノゼマと呼ばれる原生動物が原因とする蚕の伝染病が流行し、両国の養蚕業は壊滅状態になった。これを知った家茂は、蚕の卵を農家から集めてナポレオン3世に寄贈した。フランスではルイ・パスツールがジャン・アンリ・ファーブルの助言を元に、贈られた蚕を研究して病気の原因を突き止めるとともに、生き残った蚕同士をかけあわせて品種改良を行った。ナポレオン3世は謝礼として慶応3年（1867年）に、幕府に対して軍馬の品種改良のためのアラビア馬26頭を贈呈した。飼育の伝習も同時に行われ、小金牧（現千葉県松戸市）で大切に飼育される予定だったが、戊辰戦争の混乱で散逸した。
- 将軍就任に当たり慶福から家茂に改名したのは、前将軍の家定が家祥から改名したのと同様、偏の付く将軍（家綱・綱吉・家継・家治）が子供がいなかった、あるいはいても早世して不吉とされたので、それを避けるためだったと考えられる。また、別家から将軍になる際の改名は6代目が綱豊から家宣に改名した前例があるため問題はなかった。しかし、家茂も家定同様、子に恵まれず短命だった。

### 肖像

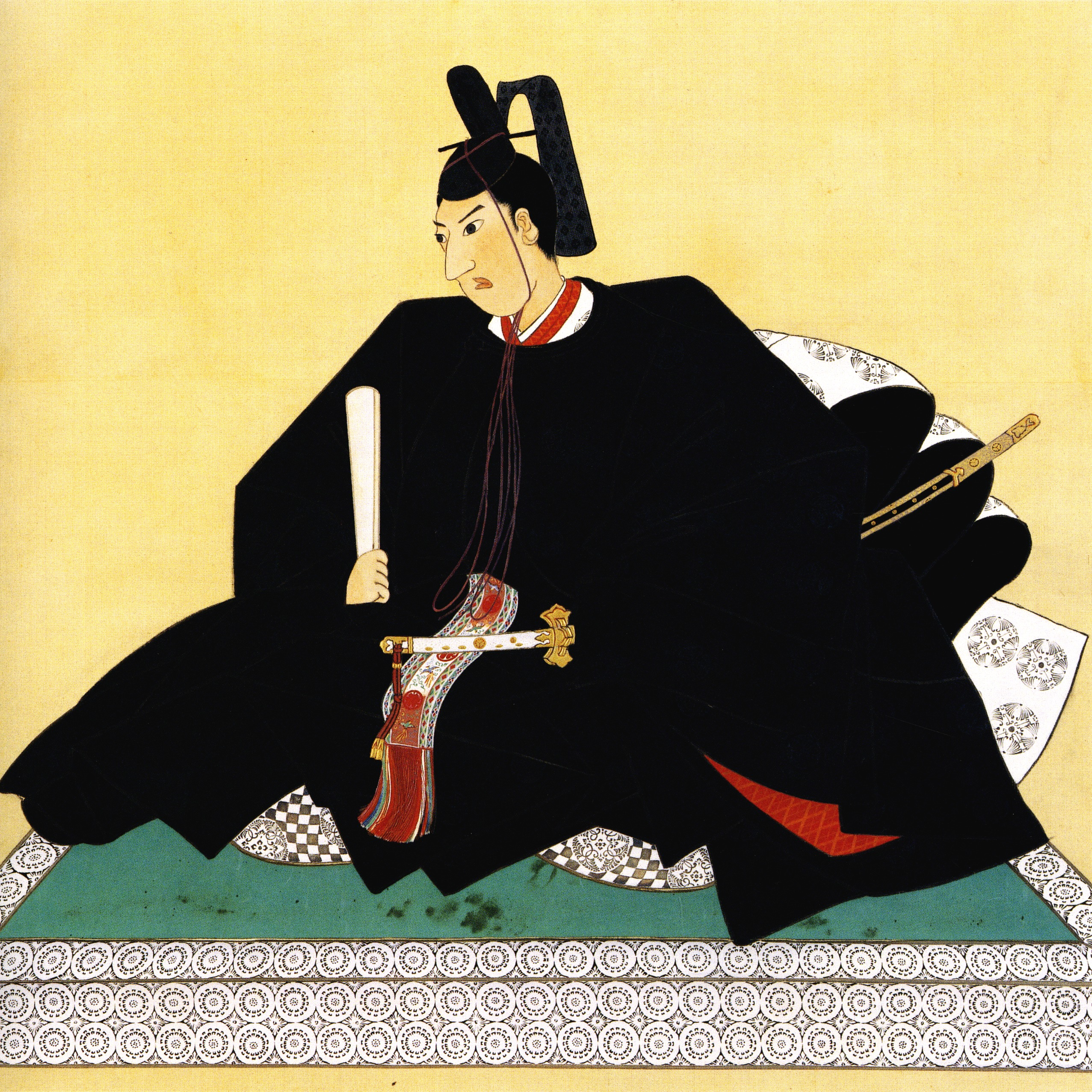
徳川家茂像(絹本著色)（德川記念財団蔵）

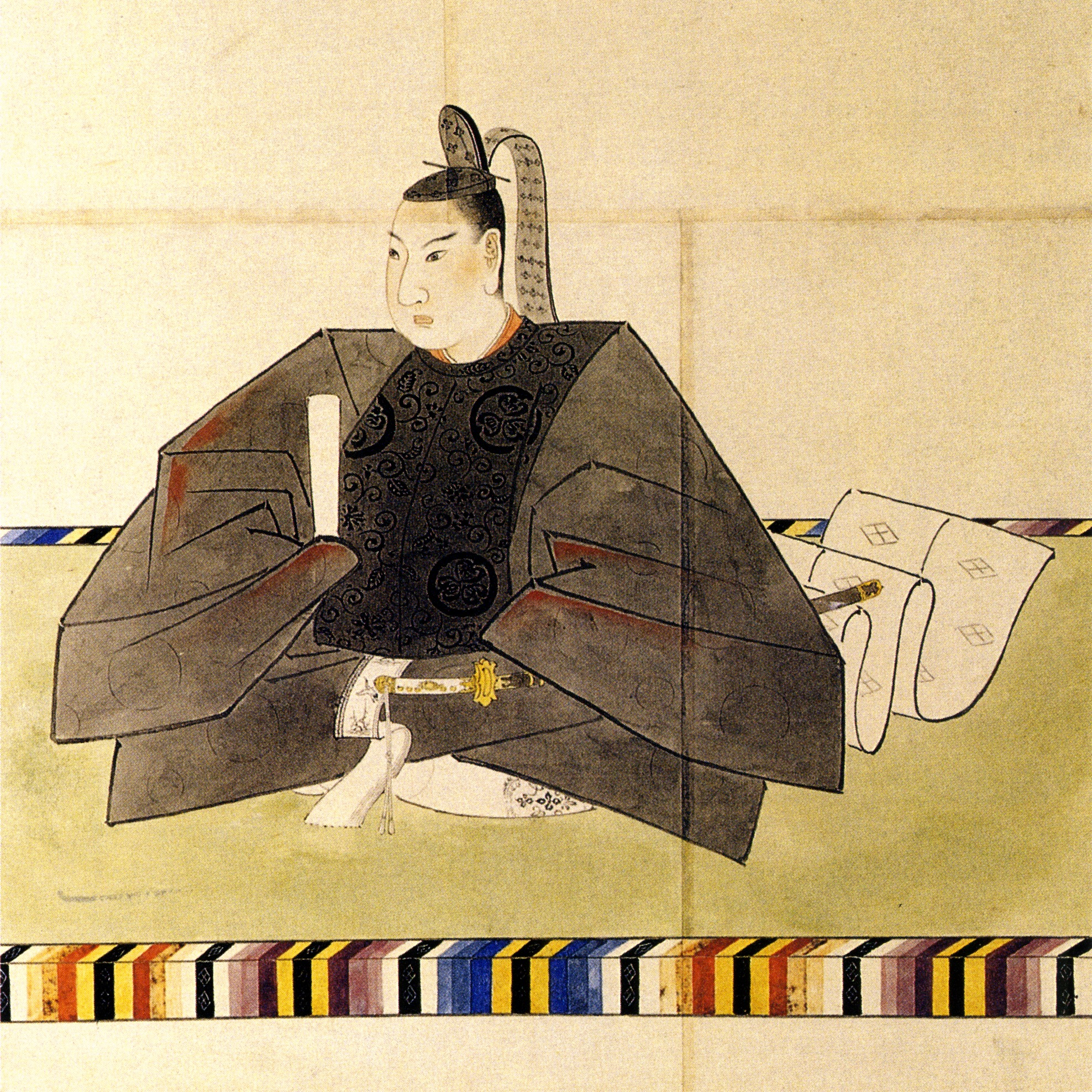
徳川家茂像（徳川記念財団蔵）

絹本著色の絵は、和宮旧蔵とも言われる。制作には、家茂に父のように慕われた徳川茂徳が関わった可能性が極めて高い。茂徳は本図の元となる似顔絵を、家茂の死後天璋院に贈っており（現在は写真のみ残り茨城新聞社蔵）、こちらは長州征伐で大坂の陣中にいる際に描き、陣羽織を着た立姿で表されている。茂徳は和宮にもこの軍装図に近いと思われる絵を贈ったが、和宮は陣羽織姿を「異風」「異人の御まねにては御心外」だと感じ、茂徳に「御有り来りの御姿」にするよう描き直しを求めたという（茂徳筆「御影の記写」茨城県立歴史館蔵）。そこで制作されたのがこの肖像画だとも言われ、茂徳の号から玄同本と呼ばれる。なお、家茂には他にも、狩野雅信筆になる束帯姿で繧繝縁の上畳に座した肖像や、画面右上に「照（ママ）徳院様」の書き込みがある院号本（右図）、冒頭の幕臣出身の洋画家・川村清雄が手掛け、勝海舟らにも良く出来ていると賞賛された「昭徳院肖像」（徳川記念財団蔵）などの肖像画が残っている。

### 家茂の墓と遺体

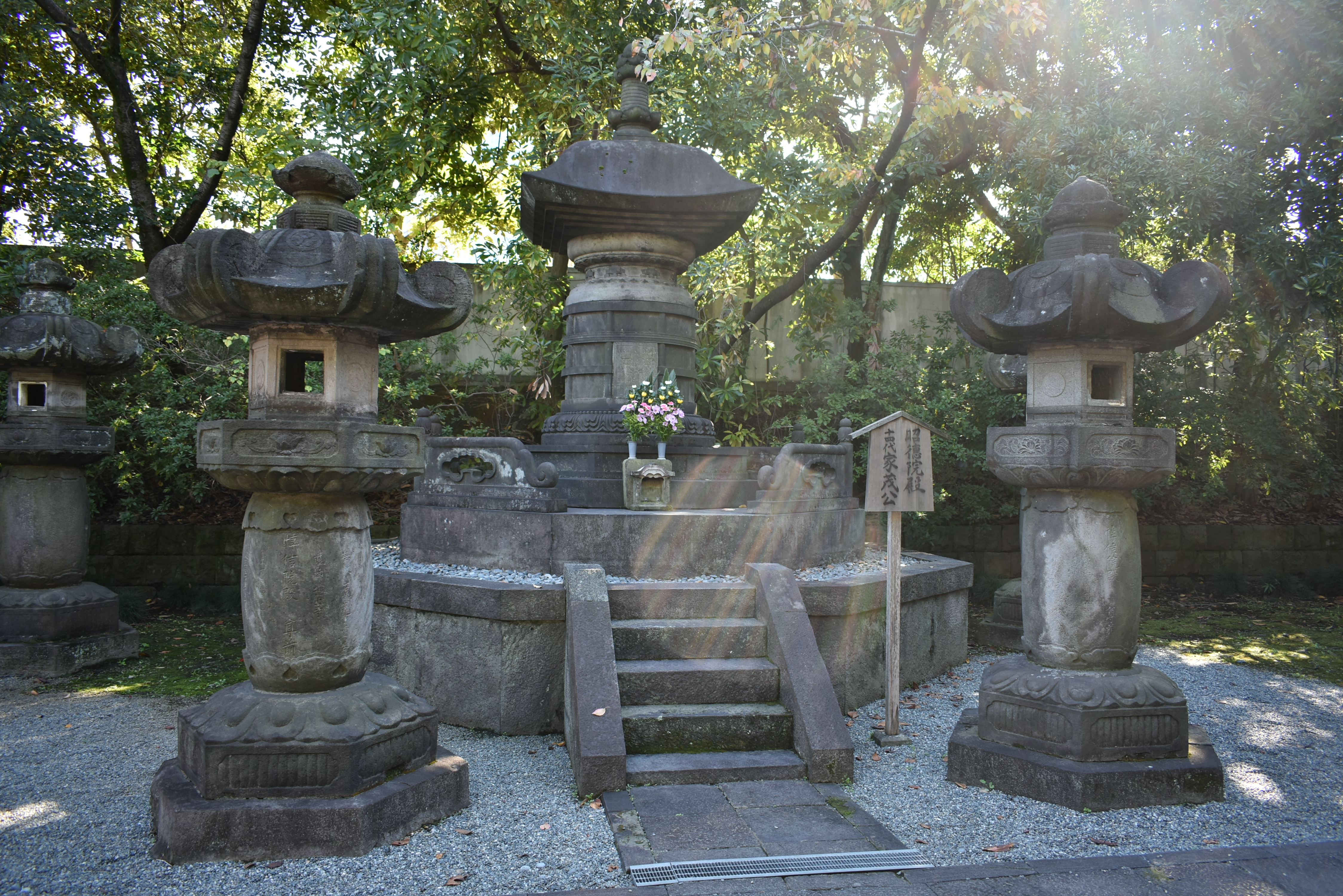
東京都港区芝公園の増上寺にある家茂の宝塔（2019年11月4日撮影）

昭和33年（1958年）から35年（1960年）に増上寺の徳川将軍家墓地改葬の際、徳川家の人々の遺骨の調査を行った鈴木尚の著書『骨は語る 徳川将軍・大名家の人びと』によれば、家茂は月代を剃っておらず、若々しく豊富な髪の持ち主であったという。ただし虫歯の度合いが酷く、残存する31本の歯のうち30本が虫歯にかかっていた。記録などから総合するに、家茂は元々、歯のエナメル質が極端に薄い体質であった上に大の甘党でもあった。その虫歯が家茂の体力を弱め、脚気衝心、さらには医師間の診断内容の相違（高階ら漢方の典医は脚気との診断を下したが、西洋医の幕府奥医師達はこれをリウマチだとして譲らなかった）も加わり、家茂の命を奪ったのではないか、と指摘している。
また墓地改葬の際に、和宮の墓の中から家茂と思われる男性の肖像写真が発見された。それまで、家茂は義兄の孝明天皇に倣って写真は撮影していなかったと思われていた。この写真は死の直前に大坂で撮影され、江戸にいる和宮に贈られたものとみられる。しかし写真は湿板写真だったため、発見の翌日に検証しようとしたところ、日光のためか画像は失われてしまっていた。発掘した歴史学者の山辺知行によると、写真の男性は「長袴の直垂に烏帽子をかぶった若い男性」で「豊頬でまだ童顔を残していた」という。写真はその後和宮の墓に戻された。

## 偏諱を与えた人物
家茂から偏諱を授けられた大名は、維新後に新政府にはばかって改名（返上）した者が多い。括弧内は改名後の諱。
- 徳川茂承 - 家茂（慶福）の養子、紀伊藩継嗣。
- 徳川茂徳（茂栄）
- 松平茂昭
- 池田茂政 - 徳川（一橋）慶喜の実弟。
- 蜂須賀茂韶 - 同年生まれの従弟（父は徳川家斉二十二男・蜂須賀斉裕）。
- 浅野茂長（長訓）
- 浅野茂勲（長勲）
- 上杉茂憲
- 島津茂久（忠義）
- 伊達茂村 - 田村通顕より改名。
- 鍋島茂実（直大）

## 関連作品
小説
- 司馬遼太郎『浪華城焼打』（短編集「幕末」収録）
- 穂高健一 『妻女たちの幕末』―大奥の最高権力者 姉小路の実像―

映画
- 『徳川一族の崩壊』（1980年、演：岸田森）

テレビドラマ
- 『大奥』（1968年、フジテレビ、演：石坂浩二）
- 『続・大奥の女たち』（1972年、フジテレビライオン奥様劇場、演：磯村幸男）
- 『勝海舟』（1974年、NHK大河ドラマ、演：五代目坂東八十助）
- 『花神』（1977年、NHK大河ドラマ、演：小林芳宏）
- 『大奥』（1983年、フジテレビ、演：広岡瞬）
- 『天璋院篤姫』（1985年、テレビ朝日、演：国広富之）
- 『花の生涯 井伊大老と桜田門』（1988年、テレビ東京、演：青井敏之）
- 『翔ぶが如く』（1990年、NHK大河ドラマ、演：若菜孝史）
- 『竜馬におまかせ!』（1996年、日本テレビ、演：山崎邦正）
- 『徳川慶喜』（1998年、NHK大河ドラマ、演：進藤健太郎）
- 『大奥』（2003年、フジテレビ、演：葛山信吾（スペシャル版では神木隆之介））
- 『篤姫』（2008年、NHK大河ドラマ、演：松田翔太）
- 『龍馬伝』（2010年、NHK大河ドラマ、演：中村隼人）
- 『八重の桜』（2013年、NHK大河ドラマ、演：葉山奨之）
- 『一路』（2015年、NHK BS時代劇、演：吉沢亮）
- 『西郷どん』（2018年、NHK大河ドラマ、演：勧修寺保都）
- 『青天を衝け』（2021年、NHK大河ドラマ、演：磯村勇斗）[11]
- 『大奥 season2』（2023年、NHKドラマ10、演：志田彩良）※男女逆転設定

舞台
- 『大奥 舞台』（演：金子昇）

漫画
- 『お〜い!竜馬』
- 『SIDOOH/士道』
- 『ばくだん!〜幕末男子〜』
- 『大奥』（よしながふみ）※男女逆転設定
- 『みなごろしのストラット−真田幸村異聞録−』（西条真二）
- 『青のミブロ』（原作：安田剛士）菊千代

ゲーム
- 『遙かなる時空の中で5』